# Rue d'Ankara (Strasbourg)
La rue d'Ankara est une voie de circulation de la ville de Strasbourg, en France.

## Localisation
Elle est située dans le quartier de l'Esplanade, qui est englobé dans le quartier Bourse - Esplanade - Krutenau.
D'une longueur de 230 m, elle prolonge la rue de Leicester et débute rue de Boston. Elle adopte un tracé orienté vers le sud et se termine quai des Alpes.

La rue forme la limite ouest du parc de la Citadelle.

## Origine du nom
La rue tient son nom de la capitale de la Turquie.

## Transports en commun
L'un des arrêts Ankara de la ligne de bus 30 se trouve dans la rue, tandis que l'autre se trouve rue de Boston.